# Propulsion électrique des navires
La propulsion électrique des navires est une méthode de propulsion maritime assurée par des moteurs électriques.

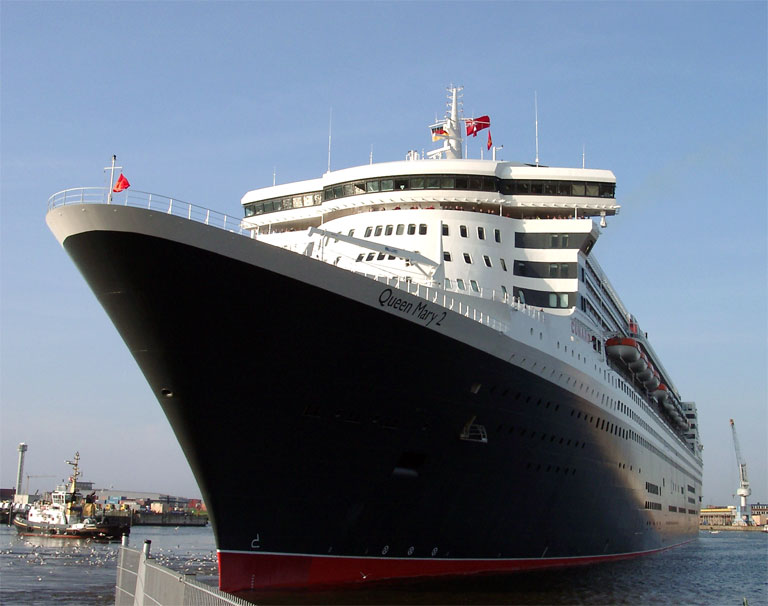
Le Queen Mary 2, paquebot à propulsion électrique.

L'énergie électrique nécessaire y est généralement produite par des systèmes moteurs thermiques-alternateurs. Depuis que les progrès de l'électronique de puissance le permettent, la propulsion est assurée par des variateurs de vitesse.
Cette technique s'oppose à la propulsion directe où des moteurs thermiques (à vapeur ou à combustion interne) entraînent directement les hélices. Elle est comparable à celle des voitures hybrides, avec toutes ses variantes, bien qu'étant nettement plus aboutie.

## Histoire
Depuis l'apparition de la marine à vapeur au début du XIXe siècle, la plupart des navires de fort tonnage sont propulsés par des ensembles moteur à vapeur ou moteur thermique-hélices ou à roues à aubes accouplés mécaniquement.
En 1838 l'ingénieur Moritz von Jacobi présente le premier bateau électrique à Saint-Pétersbourg,.
En 1881 le chimiste Gustave Trouvé fait fonctionner à Paris un bateau électrique à batteries au plomb.
Dès que la technologie des moteurs électriques a permis l'obtention de puissances suffisantes, il est devenu évident qu'un moteur électrique étant beaucoup plus compact (à puissance utile identique) qu'un moteur thermique, l'ensemble générateurs-moteurs électriques est beaucoup plus facile à loger dans la coque d'un navire que de gros moteurs et de très longs arbres d'hélices, et que l'on peut ainsi diminuer les contraintes d'implantation. Siemens revendique la première propulsion électrique en 1886.
L'une des premières réalisations emblématiques de la propulsion électrique en France fut le paquebot Normandie, lancé en 1932, mais cette technique n'eut guère de succès marquant (hormis dans les sous-marins) avant le renouveau de la croisière dans les années 1980. De nouvelles technologies, ayant des applications pour des navires « hors norme », tels les navires de recherche halieutique ou les brise-glace, s'avèrent alors rentables pour les navires de croisière et les chimiquiers.
En 2019, on estime que les bateaux électriques ne représentent que 1 à 2 % des bateaux, en raison d'un prix 30 à 50 % plus élevé.
Après des ferries électriques dans les fjords, en  Norvège un premier cargo autonome tout électrique naviguant sur plus de 120 km est lancé en 2021.

## Énergie à bord d’un navire
Qu'il soit de surface ou immergé (sous-marin), un navire doit être autonome en énergie. Les besoins sont de deux types : la propulsion et les divers besoins techniques et de la vie à bord.
Dans le cas d'une propulsion électrique, un premier système produit une énergie mécanique qui est transformée en énergie électrique par le biais d'un alternateur. Cette énergie électrique est ensuite utilisée pour la propulsion et les besoins du bord (éclairage, navigation, cuisine…).

## Justification technico-économique

### Navires de recherche
Les navires de recherche halieutique doivent être silencieux pour pouvoir approcher les poissons. Les avantages recherchés sont une grande souplesse des allures et des modes de fonctionnement silencieux, voire furtifs (usage de filtre actif anti-harmonique). Ce genre de navires étant financé par des organismes d'État, la rentabilité financière n'est pas un critère primordial, ce qui explique qu'ils ont été parmi les premiers à utiliser des technologies novatrices.

### Brise-glace
La propulsion électrique apporte un meilleur pilotage du couple à l'hélice, qui dans un brise-glace est sujet à de violents à-coups, ce qui n'est pas le cas pour la plupart des autres navires.
Néanmoins, le rendement un peu inférieur, et la capacité limitée de l'électronique de puissance aux surcharges, font que cette solution ne s'est pas généralisée.

### Paquebots et navires de croisière
La principale justification de la propulsion électrique est le découplage entre la production de l'énergie et son utilisation, qui autorise une plus grande liberté de la répartition des masses et des volumes dans la coque. Un récent aboutissement est l'usage de pods qui permettent, entre autres avantages, de rejeter une partie de ce volume hors de la coque.
Cela permet d'optimiser le volume utile, donc d'augmenter le nombre de passagers, et ainsi de diminuer le temps de retour sur investissement, critère décisif pour l'armateur.
D’autres avantages peuvent être cités :
- diminution de la consommation en carburant ;[réf. nécessaire]
- diminution du bruit acoustique et des vibrations à l'intérieur du navire, améliorant le confort des passagers. Ces bruits et vibrations sont généralement liés aux lignes d'arbres des hélices dans les navires à propulsion traditionnelle ;

La propulsion électrique est aussi un des éléments qui permettent le positionnement dynamique, c'est-à-dire le maintien du navire en position fixe malgré les vents et les courants, sans utiliser une ancre.
Les pods permettent en plus des manœuvres de port plus aisées, affranchissant le paquebot de l'assistance de  remorqueurs dans bien des cas. Pour un nombre important d'escales, cela peut représenter des économies non négligeables de temps et d'argent. Permettant également d'accéder à des lieux touristiques plus facilement, ils augmentent néanmoins le tirant d'eau, ce qui peut limiter l'accès à certains lieux.

### Chimiquiers
Les chimiquiers transportent des cargaisons dangereuses, et la propulsion « classique » avec un Diesel deux-temps n'offre pas la sécurité nécessaire : s'il tombe en panne, le navire se retrouve à la dérive jusqu'à ce que la panne soit réparée. Un plus grand niveau de redondance étant requis, certains armateurs ont opté pour une propulsion Diesel-électrique. Le Stolt Innovation, chimiquier de 37 000 tpl lancé en 1996, est le premier à avoir un tel système, qui permettait de plus de limiter la pollution et de réduire la taille de la salle des machines.

### Porte-avions et sous-marins
Les porte-avions et les sous-marins sont des bâtiments militaires qui utilisent souvent l'énergie nucléaire comme principale source d'énergie. Cependant, les anciens porte-avions français Clemenceau et Foch, l'ex-croiseur Colbert ainsi que le paquebot France ont des chaudières à fioul lourd (ou gazole) alimentant des turbines à vapeur haute pression car ce système est avantageux pour des navires rapides
Le réacteur nucléaire fournit de la chaleur : on le nomme « chaufferie nucléaire ». Cette chaleur est transformée en vapeur haute pression qui actionne des turbines produisant la puissance mécanique nécessaire à la propulsion par l'intermédiaire de réducteurs de vitesse, ainsi qu'à la production d'électricité au moyen d'alternateurs.
Le choix est alors entre propulsion électrique et à vapeur : la vapeur a pour inconvénient une mise en œuvre moins rapide des turbines du fait du délai de mise en chauffe des chaudières et comporte des risques d'explosion de vapeur du fait des fortes pressions. Dans le cas des chaufferies nucléaires l'on ajoutera les risques liés à ce type d'énergie.
Tous les sous-marins militaires à moteur Diesel en propulsion principale en surface sont à propulsion électrique en plongée, car ils nécessitent une capacité de fonctionnement anaérobie, qui est apportée par les moteurs électriques alimentés par une batterie. Ils représentent néanmoins un cas spécial, car le réseau électrique est alors en courant continu, solution presque jamais adoptée pour les navires de surface.

### Navires de charge
Le premier navire de charge entièrement électrique est dévoilé en 2021 en Norvège. Il relie l'usine d'engrais de Porsgrunn au port de Brevik, distant d'une dizaine de kilomètres. Il dispose d'une capacité de 6,8 MWh, mesure 80 m de long et déplace 3 200 tonnes de port en lourd. Il évite le trajet de 40 000 camions par an, équivalent à 678 tonnes de CO2.

## Exemples de navires à propulsion électrique
| Nom                | Livré | Série | Chantier            | Type       | Armateur  | Alternat.    | Moteurs     | Électricien | Vitesse | Particularités                                       |
| ------------------ | ----- | ----- | ------------------- | ---------- | --------- | ------------ | ----------- | ----------- | ------- | ---------------------------------------------------- |
| Normandie          | 1932  | 1     | CP                  | Transat.   | CGT       | 4 × 34 MW    | 4 × 29 MW   | Alstom      | 32 nd   | moteurs synchrones                                   |
| Marion Dufresne    | 1995  | 1     | ACH                 | Rech.      | TAAF      | 3 × 2,750 MW | 2 × 3 MW    | Cegelec     | 16 nd   | redresseurs-onduleurs à thyristors                   |
| Oriana             | 1995  | 2     | Meyer               | Croisière  | P&O       | 48 MW        | 2           | ABB         | 24 nd   | cycloconvertisseurs                                  |
| Legend of the Seas | 1995  | 6     | CA, MASA (Helsinki) | Croisière  | RCCL      | 5 × 11,5 MW  | 2           | Cegelec     | 24 nd   | redresseurs-onduleurs à thyristors                   |
| Stolt Innovation   | 1996  | 17    | Danyard, ACH, INMA  | chimiquier | Stolt     | ?            | 2           | Cegelec     | ?       | redresseurs-onduleurs à thyristors                   |
| Thalassa           | 1996  | 1     | Leroux (Dieppe)     | Rech.      | Ifremer   | 12 × 1,13 MW | 1 × 8,8 MW  | Cegelec     | 14,7 nd | onduleurs à thyristors avec filtrage actif du couple |
| n.c.               | 1996  | 1     | Barreras (Vigo)     | Thonier    | Saupiquet | ?            | 1           | Cegelec     | ?       | redresseurs-onduleurs à thyristors                   |
| Carnival Destiny   | 1996  | 3     | Fincantieri         | Croisière  | Carnival  | ?            | 2           | ABB         | ?       |                                                      |
| Mistral            | 1999  | 1     | CA                  | Croisière  | Festival  | ?            | 2 × 4,5 MW  | Alstom PC   | ?       | onduleurs à IGBT                                     |
| Millennium         | 2000  | 4     | CA                  | Croisière  | Celebrity | 60 MW        | 2 × 19,5 MW | Alstom PC   | ?       | turbines gaz, thyristors, 2 pods                     |
| Queen Mary 2       | 2000  | 1     | CA                  | Transat.   | Cunard    | 115 MW       | 4 × 20 MW   | Alstom PC   | 32 nd   | turbines gaz, thyristors, 4 pods                     |
| EnergY             | 2006  | 3     | CA                  | Chimiquier | GDF, NYK  | ?            | ?           | Converteam  | ?       |                                                      |

Noes :
- Les données mentionnées sont celles du premier de la série.
- Pour les puissances, lorsqu'il est indiqué n×p MW, n est le nombre d'arbres mécaniques et p la puissance unitaire, sinon c'est la puissance totale qui est mentionnée.

## Principes techniques

### Production électrique
Les méthodes envisageables pour produire l'énergie électrique à bord d'un navire sont nombreuses, allant du classique moteur diesel à l'éolienne en passant par le nucléaire et la pile à combustible.
Les techniques les plus utilisées sont :
- le moteur Diesel, de loin majoritaire,
- la turbine à gaz, dont les rejets polluants sont inférieurs, qui est plus compacte et beaucoup plus légère et qui vibre moins,
- le nucléaire-vapeur, qui a une bien meilleure autonomie mais est en pratique réservé aux militaires,
- le charbon-vapeur + moteur à pistons alternatifs ou turbine, énergie du XIXe siècle devenue marginale.
- le fioul-vapeur+turbine, efficace mais de mise en œuvre délicate.

Les trois dernières techniques ne sont pas adaptées à une production électrique indépendante de la propulsion, du fait de leur complexité.
- Propulsion directe + production électrique séparée
- Alternateur attelé
- Réseau électrique unique

### Réseau électrique

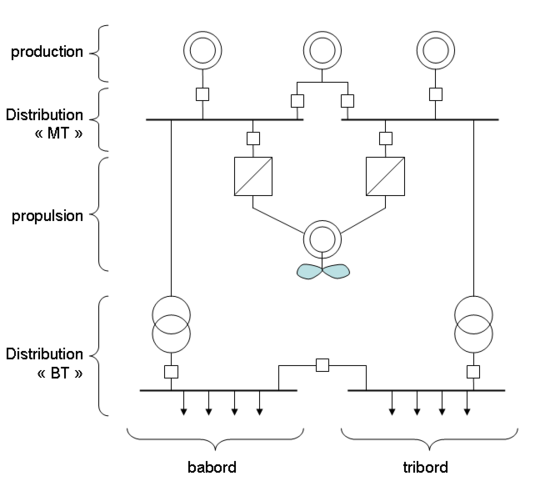
Structure simplifiée de la distribution électrique d'un navire à une seule ligne d'arbre.

Il permet de distribuer l'énergie électrique à la propulsion, aux auxiliaires « techniques » (ce qui permet de rendre le navire fonctionnel), et à l'hôtellerie (ce qui concerne la vie des humains à bord).
Il est généralement divisé en deux réseaux, bâbord et tribord, normalement indépendants mais pouvant se réalimenter l'un l'autre en cas de défaillance sur un bord. Cette configuration permet d'obtenir une redondance à plusieurs niveaux : production, distribution, propulsion.

### Propulsion

#### Vitesse variable
- Cascade hyposynchrone
- Cycloconvertisseur
- Pont de Graëtz
- Onduleur à IGBT

#### Les pods
Un pod est une nacelle orientable installée sous la coque d'un navire contenant un moteur électrique qui entraîne une ou deux hélices. Cette technique, envisageable uniquement en propulsion électrique, car le volume du pod doit être limité, est récente.